# Departamento de Rancul
Departamento de Rancul är en kommun i Argentina.   Den ligger i provinsen La Pampa, i den centrala delen av landet, 600 km väster om huvudstaden Buenos Aires.
Omgivningarna runt Departamento de Rancul är i huvudsak ett öppet busklandskap. Runt Departamento de Rancul är det mycket glesbefolkat, med 2 invånare per kvadratkilometer.